# إدارة المخابرات الحربية والاستطلاع (مصر)
إدارة المخابرات الحربية والاستطلاع هي إحدى إدارات هيئة الاستخبارات العسكرية التابعة لالقوات المسلحة المصرية، «تعرف اختصارا باسم المخابرات الحربية». هي الإدارة التي تختص بمتابعة القضايا المتصلة بالأمن القومي من الناحية العسكرية، ومتابعة وقراءة واستطلاع تحركات العدو وجمع المعلومات الخاصة بتشكيلاته القتالية واستعداداته في حالة السلم والحرب، ومسح الواقع الميداني للعمليات العسكرية بما فيها المسح الجغرافي ومطابقتها مع الخرائط العسكرية التفصيلية وتقديم هذه المعلومات إلى القيادة العسكرية والسياسية لتقدير الموقف على الأرض، ولذلك يُعد عملها حاسما في تقدير الموقف الإستراتيجي. تقوم الإدارة أيضاً بالتخطيط والتنسيق مع الشرطة العسكرية لضمان أمن المنشآت العسكرية والثكنات ومراقبة مستوي الأمن في المنشآت العسكرية بما في ذلك أمن الوثائق والأفراد والأسلحة، كما تستخدم مصادر المعلومات المتوفرة لمراقبة نشاطات العدو العسكرية، وتختص بالتأكد من حسن انضباط وولاء الضباط والأفراد، وتتعاون الإدارة مع أجهزة الاستخبارات الأخرى بالدولة لتبادل المعلومات وإنجاز المهمات بما يضمن تحقيق الأمن الوطني. وهي ثاني هيئة استخباراتية مصرية من حيث النشأة التاريخية، بعد جهاز الاستخبارات الشرطي القلم السياسي (الأمن الوطني حالياً) والذي أنشئ عام 1922، ويليها في المرتبة الثالثة جهاز المخابرات العامة الذي أنشئ عام 1954.

## اغتيال السادات
ولعل اغتيال السادات على يد عناصر متطرفة داخل الجيش كان الضربة الكبرى الثانية التي تلقتها المخابرات الحربية بعد إخفاقها في قراءة المعطيات الاستخباراتية -من بينها معلومات دبلوماسية- حول قيام إسرائيل بشن حرب على الجبهتين السورية والمصرية صبيحة الخامس من يونيو 1967. عن هذه الفترة تحديدا، يتحدث الفريق أول محمد صادق الذي كان مديرا للمخابرات الحربية عام 1967 أن من أهم أسباب الهزيمة في حرب 1967 هو فصل جهاز المخابرات العامة عن المخابرات الحربية، وعدم وجود التنسيق بينهما في أمور الاستطلاع ومعرفة نوايا العدو وعقد اجتماعات تنسيقية بينهما وتوحيد تقاريرهما، وتقديم دراسات متعمقة متناسقة عن «كل الاحتمالات».

## مهام الإدارة
تختص المخابرات الحربية بمتابعة القضايا المتصلة بالأمن القومي من الناحية العسكرية، ومنها على سبيل المثال لا الحصر متابعة وقراءة واستطلاع تحركات العدو وجمع المعلومات الخاصة بتشكيلاته القتالية واستعداداته في حالة السلم والحرب، مسح الواقع الميداني للعمليات العسكرية بما فيها المسح الجغرافي ومطابقتها مع الخرائط العسكرية التفصيلية وتقديم هذه المعلومات إلى القيادة العسكرية والسياسية لتقدير الموقف على الأرض، ولذلك يُعد عملها حاسما في تقدير الموقف الإستراتيجي. بيد أن هذه المهمة كانت وما تزال -منذ عهد عبد الناصر- تتقاطع مع ملفات داخلية منها متابعة التيارات السياسية المناهضة الموجودة داخل الجيش، والقضايا المدنية الأخرى التي ترتبط بشكل غير مباشر بالأمن العسكري والقوات المسلحة.
- حماية الدولة من أي هجوم محتمل من العدو ومعرفة القدرات والإمكانيات العسكرية للعدو
- التخطيط والتنسيق مع الشرطة العسكرية لضمان أمن المنشآت العسكرية والثكنات
- مراقبة مستوي الأمن في المنشآت العسكرية والأمن بما في ذلك أمن الوثائق والأفراد والأسلحة وغيره
- الاستخبارات المضادة
- استخدام مصادر المعلومات المتوفرة لمراقبة نشاطات العدو العسكرية
- التأكد من حسن انضباط وولاء الضباط والأفراد
- التعاون مع أجهزة الاستخبارات الأخرى في ذات الدولة لتبادل المعلومات وإنجاز المهمات مما يضمن تحقيق الأمن الوطني

ويتم اختيار الضباط للعمل في الجهاز الذين يتمتعون بقدرات فائقة وعالية من الذكاء وقوة تحمل شديدة ذات مهارات عالية في الدقة

## مديري الإدارة

### العصر الجمهوري
- لواء أركان حرب / خالد مجاور (2018 - 2021)[5]
- لواء أركان حرب / محمد الشحات (2015 - 2018).[6][7]
- لواء أركان حرب / صلاح البدري (2014 - 2015).[8][9]
- لواء أركان حرب / محمود حجازي (2012 - 2014) «رقي إلى رتبة فريق وشغل سابقاً منصب رئيس أركان القوات المسلحة.[10] ويشغل حالياً منصب مستشار رئيس الجمهورية للتخطيط الإستراتيجي وإدارة الأزمات»[11]
- لواء أركان حرب / عبد الفتاح السيسي (2010 - 2012) «ترقى حتى وصل إلى رتبة مشير وشغل منصب وزير الدفاع، ويشغل حالياً منصب رئيس جمهورية مصر العربية».[12]
- لواء أركان حرب / مراد موافي (2004 - 2010).[13]
- لواء أركان حرب / محمد فريد التهامي (- 2004).[14]
- لواء أركان حرب / عمرو خضير.[15]
- لواء أركان حرب / كمال عامر.[16]
- لواء أركان حرب / محمد دسوقي الغاياتي.[17]
- لواء أركان حرب / عمر سليمان.[18] «تم تعيينه لاحقًا رئيسًا للمخابرات العامة حتى تم تعيينه نائبًا لرئيس جمهورية مصر العربية أثناء اندلاع ثورة 25 يناير 2011  »
- لواء أركان حرب / أحمد عبد الرحمن.[19]
- لواء أركان حرب / أمين نمر.[20]
- لواء أركان حرب / محمد عبد الحليم أبو غزالة (1979 - 1980) «ترقي حتى وصل إلى رتبة مشير وشغل منصب وزير الدفاع».[21]
- لواء أركان حرب / محمود عبد الله.[19]
- لواء أركان حرب / عماد ثابت.[22]
- لواء أركان حرب / لبيب شراب.[23][24]
- لواء أركان حرب / إبراهيم فؤاد نصار (1972 - 1975).[25]
- لواء أركان حرب / محمد عبد الغني الجمسي (1972 - 1972) «ترقي حتى وصل إلى رتبة فريق أول وشغل منصب وزير الحربية، ثم رقي إلى رتبة مشير شرفياً بعد خروجه من الخدمة».[26]
- لواء أركان حرب / محرز مصطفى (1969 - 1972).[27]
- لواء أركان حرب / محمد صادق (1966 - 1969) «ترقي حتى وصل إلى رتبة فريق أول وشغل منصب وزير الحربية».[28]
- لواء أركان حرب / صلاح الدين الحديدي.[29][30]
- لواء أركان حرب / مختار صالح.[31]:184
- بكباشي أركان حرب / زكريا محيي الدين (1952 - 1953).[32]

## في الإعلام
- مسلسل الإختيار 3 بطولة الفنان ياسر جلال ، أحمد السقا ، كريم عبدالعزيز ، أحمد عز